# Catedral de la Santa Virgen (San Francisco)
La Catedral de la Santa Virgen, o del Regocijo de Todos los Dolientes, es una catedral en San Francisco, Estados Unidos, perteneciente a la Iglesia ortodoxa rusa fuera de Rusia, considerado el templo de mayor tamaño y significación de dicha afiliación religiosa, que cuenta con cuatrocientas parroquias en todo el mundo.

## Sinopsis histórica
Aunque hubo un asentamiento ruso en California (Fort Ross, 1812), la primera ubicación de una parroquia de la Iglesia ortodoxa rusa fuera de Rusia en San Francisco no tuvo lugar hasta 1927. Se sabe que existió una iglesia ortodoxa anterior de la misma advocación en la calle Fulton. 
La actual catedral en Geary Boulevard fue levantada a iniciativa del célebre religioso Juan de Shanghái y San Francisco.

La erección del templo empezó en 1961 y concluyó en 1965. La catedral fue consagrada en enero de 1977. El religioso Juan, fallecido en 1966 está inhumado dentro de la iglesia. El estilo de la catedral con cinco cúpulas encebolladas sigue el característico modelo de los templos rusos tradicionales.